# 25-я бригада специального назначения «Скорпион»
25-я отдельная бригада специального назначения «Скорпион» министерства обороны (кирг. Коргоо министрлигинин 25-өзүнчө атайын багыттагы "Чаян" бригадасы) — элитное формирование (бригада СпН) Вооружённых сил Кыргызской Республики.

## История
В конце 1980-х годов, в городе Фрунзе Кыргызской ССР дислоцировалась 252-я отдельная рота специального назначения 17-го армейского корпуса ВС Союза ССР, на основе которого был сформирован Государственный комитет по делам обороны Кыргызской Республики, а история бригады СпН начинается с 31 марта 1994 года, когда по приказу Министра обороны Кыргызской Республики была сформирована 525-я рота специального назначения (525 рСпН), первым командиром которой стал известный в стране офицер мастер рукопашного боя полковник Станислав Холодков.
В августе 1995 года рота принимала участие в соревнованиях подразделений СпН, после чего была переформирована в 525-й отдельный отряд специального назначения.
В 1995 году отряд прошёл успешные месячные сборы на базе рейнджеров в Форт Полк, Луизиана, США.
Затем отряд был переименован в 525-й отдельный батальон специального назначения, подчинённый Главному Разведывательному Управлению Главного Штаба Вооружённых Сил Кыргызской Республики. Многие военнослужащие отряда получили боевой опыт в Таджикистане и ДРА.
В 1999 и 2000 годах сводный отряд принимал участие в Баткенских событиях. В августе 2000 года военнослужащие «Скорпиона» неожиданно появившись в тылу врага, перекрыли им пути к отступлению, тем самым переломив ход боя с боевиками. В результате кампании 33 воина бригады «Скорпион» получили награды.
В 2001 году 525 обСпН переформирован в 25-ю отдельную бригаду специального назначения «Скорпион».
С 10 июня по 2 июля 2010 года личный состав «Скорпиона» выполнял боевые задачи по предотвращению массовых беспорядков в городе Ош. Тогда при выполнении задачи погиб старший разведчик, пулемётчик отряда сержант Азамат Сурантаев, который впоследствии был награждён медалью «Эрдик» посмертно.
В январе 2022 года 150 военнослужащих соединения и 19 единиц техники (восемь единиц боевых машин и 11 автомобилей) отправились маршем для участия в миротворческой миссии ОДКБ в Казахстане. Кыргызский контингент миротворческих сил ОДКБ прибыл на авиабазу Кант, где была произведена погрузка на российские военно-транспортные самолёты, и вечером 7 января контингент прибыл в Казахстан для участия в миротворческой миссии. 14 января 2022 года выполнив поставленные задачи сводное формирование вооруженных сил Кыргызстана из состава коллективных миротворческих сил ОДКБ, совершив марш на штатной технике, прибыло в Кыргызстан в пункт постоянной дислокации.
В 2022-м году во время второго конфликта на границе Кыргызстана и Таджикистана совместно со спецназом «Бору» активно участвовали в вычистке пограничных территорий.

## Подготовка
В бригаде «Скорпион» уделяется особое внимание физической и тактической подготовке. Помимо всего, каждый военнослужащий должен быть психологически и морально подготовлен, иметь хорошую память, логику и в любой момент должен продемонстрировать свои навыки. С каждым днем военнослужащие совершенствуют свои знания и опыт. В программу обучения входит воздушно-десантная, водолазная, разведывательная и диверсионная подготовка. Военнослужащих учат вождению всех видов колесной и гусеничной техники, управлению вертолётов и самолётов, стрельбе из любого вида стрелкового оружия, владению холодным оружием.
Все офицеры, приходящие на службу в эту бригаду, проходят обучения в Рязанском высшем воздушно-десантном командном училище. Также, часто в бригаду приглашают инструкторов из России и США

## Современное состояние
Бригада дислоцируется в городе Токмок. Структура и численность является конфиденциальной информацией.

## Техника, вооружение и экипировка
На вооружении бригады состоят лучшие образцы российского и западного оружия и снаряжения. Военнослужащие используют автоматы 9А-91, АН-94, АКМ, АК-74М, АС Вал, снайперские винтовки ОСВ-96, СВД и Винторез, антиснайперские устройства, пулемёты Печенег, ПКМ, пистолеты «Гюрза», АПС, ПМ, пистолеты-пулемёты «Каштан», НАТОвские парашюты, «Мираж-1200» — устройство для круглосуточного наблюдения и обнаружения оптических и оптоэлектрических систем, также у военнослужащих на оснащении имеются горные лыжи, сноуборды, квадроциклы, снегоходы, парапланы.
Из вооружения и военной техники БТР-80, УАЗ Хантер, УАЗ Патриот, Ford Ranger военной модификации, а также штабные, медицинские и многоцелевые Land Rover Defender.
Прошедшие комплексные квалификационные испытания военнослужащие «Скорпиона» (к этому времени отслужившие не менее одного года) носят зелёный берет и нарукавную нашивку с изображением скорпиона.